# ماری‌جوانا در جزایر ویرجین ایالات متحده آمریکا
ماری‌جوانا در جزایر ویرجین ایالات متحده آمریکا برای استفاده تفریحی از ۱۸ ژانویه ۲۰۲۳ بر اساس قانون سرزمینی قانونی است. قانونی سازی در سال ۲۰۲۲ توسط قانونگذار سرزمینی تصویب شد و در ۱۸ ژانویه به قانون تبدیل شد. استفاده پزشکی در سال ۲۰۱۹ از طریق لایحه ای که با رای ۹ به ۴ سنا تصویب شد، قانونی شده بود. ماری‌جوانا طبق قوانین فدرال غیرقانونی همچنان غیرقانونی است.

## جرم‌زدایی (۲۰۱۴)
در دسامبر ۲۰۱۴، مجلس قانونگذاری جزایر ویرجین چهارده به صفر رای داد تا وتوی فرماندار جان پی دی جونگ در مورد جرم‌زدایی ماری‌جوانا را از بودجه سال ۲۰۱۵ این قلمرو لغو کند. جریمه برای داشتن یک اونس (۲۸ گرم) ماری‌جوانا یا کمتر، از یک سال زندان و جریمه ۵۰۰۰ دلاری به یک جرم مدنی که مجازات آن ۱۰۰ تا ۲۰۰ دلار است کاهش یافت. فرماندار دی جونگ این اقدام را در ماه اکتبر وتو کرده بود و گفته بود که این لایحه توانایی دولت را برای مقابله با ماری‌جوانا در رابطه با قوانین ایمنی محل کار و آزادی پیش از محاکمه و وثیقه پیچیده خواهد کرد.

## همه‌پرسی ماری‌جوانای پزشکی (۲۰۱۴)
در سال ۲۰۱۴ یک همه‌پرسی غیر الزام‌آور در جزایر ویرجین برگزار شد و از رای‌دهندگان پرسید که آیا قانونگذار باید موضوع قانونی کردن ماری‌جوانای پزشکی را بررسی کند یا خیر. در ماه اوت، سنای جزایر ویرجین اضافه شدن آن هم پرسی را به انتخابات ۲۰۱۴، با رأی ۱۲–۲ تصویب کرد. در ماه نوامبر، نتایج به نفع قانونی شدن ماری‌جوانای پزشکی، ۵۶٪-۴۳٪ (۱۰٬۵۰۳–۸٬۰۷۴) اعلام شد. پیش از آن همه‌پرسی سال ۲۰۱۲ برگزار شده بود که قانونی شدن کنف صنعتی را تأیید کرد.

## قانونی شدن ماری‌جوانای پزشکی (۲۰۱۹)
در ۱۹ ژانویه ۲۰۱۹، فرماندار آلبرت برایان قانون «مراقبت از بیماران کانابیس پزشکی جزایر ویرجین» را امضا کرد. این قانون به بیماران با توصیه پزشک اجازه می‌دهد تا حداکثر ۴ اونس (۱۱۰ گرم) ماری‌جوانا برای درمان برخی از شرایط پزشکی در اختیار داشته باشند. سیستمی برای صدور مجوز برای کشت‌کنندگان و داروخانه‌ها نیز مشخص شده است، و همچنین شرایطی برای بیماران تعیین شده تا بتوانند تا ۱۲ گیاه را خودشان پرورش دهند. این قانون با ۹ رأی موافق در مقابل ۴ رأی به تصویب سنا رسید.

## قانون مصرف ماری‌جوانا برای بزرگسالان (۲۰۱۹)
در ۳ دسامبر ۲۰۱۹، فرماندار آلبرت برایان یک اصلاحیه تفریحی ماری‌جوانا را در قانون «مراقبت از بیماران کانابیس پزشکی جزایر ویرجین» اعلام کرد. این اصلاحیه به هر کسی اجازه می‌دهد تا مجوز خرید ماری‌جوانا را از یک داروخانه دارای مجوز دریافت کند. رفع محکومیت‌های غیرخشونت آمیز مربوط به ماری‌جوانا نیز در این اصلاحیه گنجانده شده است.

## قانونی‌سازی مصرف ماری‌جوانا برای بزرگسالان (۲۰۲۲)
لایحه ۳۴–۰۳۴۵ سنا «برای گسترش قانونی سازی ماری‌جوانا از مصرف دارویی به مصرف برای بزرگسالان» توسط سناتورها جنل کی. ساراو و آنجل بولکس جونیور در نوامبر ۲۰۲۲ ارائه شد. این لایحه با اکثریت قاطع (غیرقابل وتو) در سنا در ۳۰ دسامبر ۲۰۲۲ تصویب شد. فرماندار در ۱۸ ژانویه آن را امضا کرد و قانون اجرایی شد.